# Silent Cooking
Silent Cooking war eine österreichische Kochsendung, die von 2006 bis 2011 im Nachtprogramm auf 3sat ausgestrahlt wurde.

## Konzept
Im Gegensatz zu anderen Kochsendungen war der Stil von Silent Cooking sehr minimalistisch: Der Koch Patrick Müller stand nicht in einem Fernsehstudio, sondern in seiner Küche in der Marx Restauration, einem Lokal im Wiener Zentralviehmarkt in Sankt Marx, und bereitete ein dreigängiges Menü zu. Dabei sprach er nie; die Zuschauer bekamen die Informationen über die Rezepte nur durch Texttafeln sowie durch das Beobachten von Müllers Arbeit. Zu hören waren nur die im Hintergrund laufende elektronische Musik sowie die Küchengeräusche.
Laut Müller ist das Sendungskonzept eher zufällig entstanden: Er war damals Küchenchef der Marx Restauration, dessen Mitbesitzerin war die ehemalige ORF-Journalistin Karin Resetarits. Bei den Probeaufnahmen hatte er ein Mikrofon, hatte jedoch keine Fernseh-Erfahrung und wusste nicht, was er sagen sollte.
Als Patrick Müller 2010 nach 72 Folgen die Sendung verließ, wurde sie nach demselben Konzept mit dem chinesisch-österreichischen Koch Simon Xie Hong weitergeführt.

## Produktion
Die Sendung wurde von MMKMedia in Kooperation mit dem ORF produziert. Die erste Folge lief am 2. Februar 2006 auf 3sat, spätere Wiederholungen u. a. auf ORF 1 und ORF III.

## Rezeption
Die Sendung wurde auch wegen ihres unkonventionellen Konzepts positiv aufgenommen, etwa in Rezensionen in der taz, der Wiener Zeitung, auf derStandard.at oder in dem Blog Gourmet-Report.